# Lachlan, Tasmanien
Lachlan är en ort i Australien. Den ligger i kommunen Derwent Valley och delstaten Tasmanien, i den sydöstra delen av landet, omkring 23 kilometer väster om delstatshuvudstaden Hobart. Antalet invånare är 863. Den ligger vid sjön Illa Brook Reservoir.
Närmaste större samhälle är New Norfolk, nära Lachlan. 
I omgivningarna runt Lachlan växer i huvudsak städsegrön lövskog. Trakten runt Lachlan är nära nog obefolkad, med mindre än två invånare per kvadratkilometer. Genomsnittlig årsnederbörd är 697 millimeter. Den regnigaste månaden är juli, med i genomsnitt 78 mm nederbörd, och den torraste är februari, med 41 mm nederbörd.